# Hôtel Haguenot
L'hôtel Haguenot, dit villa Haguenot est une folie montpelliéraine de la deuxième moitié du XVIIIe siècle.
Cet édifice classé et inscrit au titre des monuments historiques est situé 6 rue de la Merci et 3 rue Clapiès, à Montpellier, dans le département de l'Hérault.

## Historique
Au XIIIe siècle, l'endroit où s'élève aujourd'hui l'hôtel Haguenot appartient à Étienne Arnaud, frère de l'inquisiteur Guillaume Arnaud, personnage redouté et haï qui est assassiné en 1242 sur ordre et dans la chambre même de Raymond VII, comte de Toulouse. Situé en pleine campagne, le lieu, qui porte le nom de tènement de Gabian, est occupé par les dominicaines de sainte Catherine de Sienne.
Après l'assassinat de son frère, Guillaume offre le terrain à un frère dominicain, Bernard Grandis, et les religieuses de l'ordre déjà occupantes y construisent une église et un couvent. Jacques II, roi de Majorque et seigneur de Montpellier, favorise leur établissement. L'insécurité de l'endroit — situé hors des remparts — amène cependant les religieuses à quitter les lieux. Le tènement de Gabian est alors mis en métairie.
En 1709, la descendante des métayers, une dame Burgues, est considérée comme la seule propriétaire par acte notarié. Elle vend le terrain cinquante ans plus tard à l'abbé Devèze, ancien prieur de Castelnau, qui le cède à son tour à Géraud de Lagarde, chanoine de la cathédrale Saint-Pierre. Le dernier propriétaire est Henri Haguenot, qui donne son nom à la villa, ou hôtel, que nous connaissons aujourd'hui.
Hygiéniste et anatomiste, Henri Haguenot (1687-1775) est un scientifique brillant du XVIIIe siècle. Ce professeur et doyen de l'université de Montpellier cumule ses fonctions avec celle de magistrat à la Cour des aides de Montpellier. Il a plus de soixante-dix ans lorsqu'il décide de se faire construire une maison des champs, dans une zone alors sub-urbaine, en contrebas de la promenade du Peyrou, récemment aménagée. Pour cela, de 1752 à 1760, il fait appel à Jean Antoine Giral (1713-1787), le plus actif architecte du XVIIIe siècle montpelliérain.
Après le décès de Haguenot en 1775, la maison parvient par héritage à son neveu, Jean Belot, qui la revend aussitôt. Elle connaît d'autres propriétaires avant d'être acquise en 1861 par la famille qui l'occupe encore aujourd'hui.
L'hôtel Haguenot, résidence de campagne située désormais en pleine ville, se visite toute l'année sur rendez-vous.

## Classement
L'ensemble constitué par les façades et toitures de l'hôtel, le jardin, y compris le portail d'entrée et la fontaine monumentale, fait l’objet d’un classement au titre des monuments historiques depuis le 8 février 1963.
L'ensemble des pièces suivantes du rez-de-chaussée avec leur décor : entrée, salle à manger, chambre, bureau, fait l'objet d'un classement au titre des monuments historiques depuis le 4 juillet 1973.
L'ensemble constitué par les façades et toitures de l'orangerie et des communs, ainsi que la fontaine adossée au Nord-Ouest, fait l'objet d’un classement au titre des monuments historiques depuis le 21 décembre 1984.